# Червенокоремен тамарин
Червенокоремен тамарин (Saguinus labiatus) е вид бозайник от семейство Остроноктести маймуни (Callitrichidae).

## Разпространение
Видът е разпространен в Боливия, Бразилия (Амазонас и Рондония) и Перу.